# Stazione meteorologica di Cingoli
La stazione meteorologica di Cingoli è la stazione meteorologica di riferimento relativa alla località di Cingoli.

## Coordinate geografiche
La stazione meteo si trova nell'Italia centrale, nelle Marche, in provincia di Macerata, nel comune di Cingoli, a 631 metri s.l.m. e alle coordinate geografiche 43°22′N 13°12′E.

## Dati climatologici
In base alla media trentennale di riferimento 1961-1990, la temperatura media del mese più freddo, gennaio, si attesta a +3,5 °C; quella del mese più caldo, agosto, è di +21,9 °C .
| CINGOLI            | Mesi | Mesi | Mesi | Mesi | Mesi | Mesi | Mesi | Mesi | Mesi | Mesi | Mesi | Mesi | Stagioni | Stagioni | Stagioni | Stagioni | Anno |
| CINGOLI            | Gen  | Feb  | Mar  | Apr  | Mag  | Giu  | Lug  | Ago  | Set  | Ott  | Nov  | Dic  | Inv      | Pri      | Est      | Aut      | Anno |
| ------------------ | ---- | ---- | ---- | ---- | ---- | ---- | ---- | ---- | ---- | ---- | ---- | ---- | -------- | -------- | -------- | -------- | ---- |
| T. max. media (°C) | 6,3  | 7,5  | 10,3 | 14,2 | 19,2 | 23,6 | 26,4 | 26,6 | 22,9 | 16,6 | 11,6 | 8,7  | 7,5      | 14,6     | 25,5     | 17,0     | 16,2 |
| T. min. media (°C) | 0,7  | 1,5  | 3,7  | 7,0  | 11,0 | 14,7 | 17,1 | 17,1 | 14,4 | 10,0 | 6,3  | 3,0  | 1,7      | 7,2      | 16,3     | 10,2     | 8,9  |